# 黒田崇矢
黒田 崇矢（くろだ たかや、1965年4月17日 - ）は、日本の俳優、声優。東京都出身。アクセルワン所属。本名・旧芸名は黒田 隆哉（読み同じ）。

## 来歴
ブラジルの帰国子女である。
腰椎分離症、すべり症、椎間板ヘルニア、頚椎挫傷、腰椎挫傷などを患っており、16歳の時に歩けなくなり、大学病院2つと救急病院1つに「30歳までには完全に歩けなくなる」と宣告されたという。その時は治療法も無く、医者から「一部分だけ治せるかもしれない手術をしていたところで、そこが良くなっても、メスを入れた事により、悪い部分がバランスがおかしくなったり、痛みが増したりするかもしれない」と言われたという。その時にスポーツ選手、格闘家などの色々な夢を断念して、役者を目指したという。
1984年、文学座養成所入所（23期）。玉川大学卒業。2000年公開の『どら平太』までは旧芸名「黒田隆哉」として、俳優として主にテレビドラマ・映画・舞台に出演していたが、その年からは持病による体調不良などもあり俳優業を休業。当時は撮影に向け、万全な準備をしていっても起き上がれず、壁や椅子を使い、腕で支えないと立てず、座る事も出来ず、役者の泊まっていたホテルのママに寝ながらスプーンで食べられる物を作ってもらい、それを食べる日々であった。その時に痛み止めも効かなくなってしまっていたため、ブロック注射を打ち、神経を麻痺させ、コルセットで身体中ぐるぐる巻きにし、油汗を流しながら撮影をこなしていたという。そんな状態で撮影をしていたため、早朝から深夜まで持つわけもなく、スタッフやキャストに多くの迷惑をかけ続けていたが、「身体悪いのは解ってるから、気にしなくていいんやで!」と、優しい声をかけてくれた人物たちに支えられながら、医者の想定を覆して30代半ば頃までも俳優として活動していたという。俳優業を休業後、前々から車椅子になっても出来るようなバーやセレクトショップなどの他の仕事の準備を始めていた。
ある時知り合いから「声優だったら身体の負担も少ないのでやってみませんか」と強く誘われたことで声優へ転身。当時は職業としての声優がある事すら気付いていなかったほど「声優界」と掛け離れており、前々から少しずつ準備していた世界で別の人生をスタートさせることしか頭に無かったため、当初は断り、体調の様子を見ながら次の仕事の準備を始めていたという。数か月後、「取りあえず、少しだけでもやってみませんか?やってみて、合わないなと思ったら、直ぐに辞めても結構ですので!それからでもお店は遅くないんじゃないですか?」と数回に渡って熱心に誘ってくれたため、声優としての活動を始めたという。その後はアニメ、ゲーム・吹き替え・ナレーションなど声の仕事を行うようになる。その際、芸名を現在の「黒田 崇矢」に改名する。
過去には伊藤事務所（1989年）（この間別の事務所に変更している）、さいど事務所（1993年）、紅屋25時（2000年）、青二プロダクション（2001年）、マウスプロモーション（2004年）、ウォーターオリオン（2006年）に所属し、ウォーターオリオン所属時にはドラゴンカフェ声優塾で講師も兼務していたが、2008年2月組織変更に伴う塾の閉鎖と業態変更によって同社を退所。フリー期間を経て、2008年5月より同じくウォーターオリオンに所属し、番組での共演もあった金谷ヒデユキと共に81プロデュースに所属となった。2012年7月、81プロデュースを退社し、フリーとなる。同年12月からアクセルワンに所属。
2013年、ファミ通アワード2012にて「キャラクターボイス賞」を受賞。

## 人物・エピソード
声種はバリトン。
資格は普通自動車免許、自動二輪（中型）免許。
俳優時代は安定して生活出来ていたが、声優としての活動を始めた当初は難しく、36歳にしてほぼ無収入となった。舞台からテレビに行っていた時も全く同じ経験をしていたため、大山倍達の言葉「生涯一書生」で「この精神で!ゼロからのスタートを切ろう!」と決め、愛車を手放して中古のバイクに買い替え、スポーツクラブも私立から区立に切り替えた。その後10年半、必死に頑張り我慢し続けたが、元々車派だったため、46歳でジュークを購入したという。
趣味はファッション全般、掃除、収納、洗濯、パチンコ。特技はバスケットボール、野球、キックボクシング。
背骨（頸椎）を痛めており、その関係で弱視である。そのため、メディアに出演する際は度入りサングラスを着用している。
「ギャグは他人が不快感をおぼえたら成立しない、センスがない奴はギャグ言うな」と発言するなど、ギャグにはこだわりがある。また駄洒落を嫌悪しているが、『エレメントハンター』の最終話では、連呼するシーンが存在する。
キックボクシングの経験者であり、『龍が如く』で自身が演じる主人公・桐生一馬役のモーションキャプチャ担当者に格闘技のアドバイスを行った。
「売れてキャリアがあり挨拶もせず偉そうにしてる人がいない現場は少ない」、「ある大きな事務所にいた時気持ちよく挨拶が出来ない奴が多すぎた」と語るなど、礼儀や挨拶については大事にするように言及している。また「自分さえ良い思いができればいい、自分の言った言葉にいっさい責任を取らない人間が多い」など、自分の行動やその結果などに責任を負うべきという信念もある。それに加え「インターネット上の発言は公人だけがするべきだ」と語るなど、言責は明らかにすべきという立場を取っている。
「仕事をする際に心がけていること」として、「準備をしっかりしていくことや遅刻をしないこと、現場の空気を良くすることやプレッシャーで硬くなっている新人たちの力を抜いてあげること」をずっと守っている。
文学座養成所同期には「龍が如くシリーズ」で共演している宇垣秀成（真島吾朗役）がいる。

## 出演
太字はメインキャラクター。

### テレビアニメ
2000年
- 週刊ストーリーランド「消えた勇者」（アレックス）

2001年
- ONE PIECE（ボガード）

2002年
- ドラゴンドライブ（S）

2003年
- R.O.D -THE TV-（サニー・ウォン）
- WOLF'S RAIN（ダルシア）
- 魁!!クロマティ高校（2003年 - 2004年、並ワルC、ワルB、マスクド竹之内）
- フルメタル・パニック? ふもっふ（マロン）
- ボボボーボ・ボーボボ（ハーゲン）

2004年
- かいけつゾロリ（ドラゴン戦士）
- 絢爛舞踏祭 ザ・マーズ・デイブレイク（リガルディ）
- 爆裂天使（マフィアのボス、町肩弘鬼）
- B-伝説! バトルビーダマン（三十郎〈ツバメの父〉）
- MADLAX（軍曹）

2005年
- エンジェル・ハート（サングラスの男）
- JINKI:EXTEND（J・ハーン）
- スターシップ・オペレーターズ（リー・ユン・スク）
- 蒼穹のファフナー RIGHT OF LEFT（オペレーター）
- 闘牌伝説アカギ 〜闇に舞い降りた天才〜（川島）
- トランスフォーマー ギャラクシーフォース（スタースクリーム、消防署長）
- トリニティ・ブラッド（ビーデル）
- BLACK CAT（デイビット・ペッパー）
- ブラック・ジャック（所長）
- BLOOD+（ロジャース）
- ぺとぺとさん（角田巡査部長）
- 名探偵コナン（2005年 - 2011年、鰐淵耕司、男、大隈勇、桐谷輝彦、検視官）
- MONSTER（殺人犯B）

2006年
- おとぎ銃士 赤ずきん（2006年 - 2007年、バステライ）
- ギャラクシーエンジェる〜ん（サカエ教官）
- ザ・サード 〜蒼い瞳の少女〜（旅族リーダー）
- ちょこッとSister（マスター）
- 天保異聞 妖奇士（往壓の父）
- NANA（山岸）
- 妖逆門（ギグ）
- ブラック・ジャック21（玄武）
- BLACK BLOOD BROTHERS（オーギュスト・ワイカー）
- BLACK LAGOON（シュピールベルガー中佐）
- BLEACH（バウラ、テレスホルカン）
- 舞-乙HiME（青年）
- まじめにふまじめ かいけつゾロリ（ドラゴン戦士）
- リングにかけろ1 シリーズ（2006年 - 2011年、ドン・ジュリアーノ） - 3シリーズ
- RED GARDEN（クレア父）

2007年
- 銀魂（2007年 - 2015年、柳生輿矩） - 3シリーズ
- ケロロ軍曹（2007年 - 2008年、相人、宇宙警視K）
- ロケットガール（木下和也）

2008年
- あたしンち（役者B）
- アリソンとリリア（ウェイン）
- 紅（九鳳院蓮丈）
- ゴルゴ13（護衛官、テッド）
- 灼眼のシャナ シリーズ（2008年 - 2012年、“壊刃”サブラク） - 2シリーズ
- ドルアーガの塔 〜the Aegis of URUK〜（ブラックナイト）
- 夏目友人帳（2008年 - 2024年、三篠） - 6シリーズ
- のらみみ（アンドリュー）
- 秘密 〜The Revelation〜（吉野晃）
- まかでみ・WAっしょい!（イズモ、小イズモ、ギャラティクカ・エレファンガー）
- 無限の住人（土持仁三郎）

2009年
- アラド戦記〜スラップアップパーティー〜（ジェダ・ラクスッパ）
- VIPER'S CREED（サイキ・クライド）
- エレメントハンター（デビッド・コフ司令官）
- クレヨンしんちゃん（2009年 - 2024年、男性A、坂田源一郎）
- 宇宙をかける少女（ソルジャーウル）
- はじめの一歩 New Challenger（アーニー・グレゴリー）
- Phantom 〜Requiem for the Phantom〜（ランディー・ウェーバー）
- リストランテ・パラディーゾ（ヴィート）

2010年
- 裏切りは僕の名前を知っている（カデンツァ）
- 学園黙示録 HIGHSCHOOL OF THE DEAD（吉岡）
- それでも町は廻っている（真田勇司）
- ダンス イン ザ ヴァンパイアバンド（アルフォンソ・メディチ・ボルジアーニ ）
- デュラララ!!（2010年 - 2016年、サイモン・ブレジネフ） - 4シリーズ
- メタルファイト ベイブレード 爆（ロシアDJ）
- RAINBOW-二舎六房の七人-（遠山忠義 / ヘイタイ）

2011年
- 境界線上のホライゾン（2011年 - 2012年、キヨナリ・ウルキアガ） - 2シリーズ
- デジモンクロスウォーズ 〜悪のデスジェネラルと七つの王国〜（ネオヴァンデモン）
- 殿といっしょ 〜眼帯の野望〜（織田信長、猫）
- 忍たま乱太郎（後見人）
- ぬらりひょんの孫 千年魔京（鬼童丸）
- 爆丸バトルブローラーズ ガンダリアンインベーダーズ（ダラク）
- FAIRY TAIL（2011年 - 2024年、カプリコ、アルカディオス、ジルコニス、カプリコーン） - 4シリーズ
- へうげもの（弥助）
- 夢喰いメリー（レスティオン〈レオン〉）

2012年
- アクセル・ワールド（ブリキ・ライター）※BD・DVD版のみ
- イクシオン サーガ DT（長兄）
- エウレカセブンAO（ゲリラ首領）
- エリアの騎士（城之内健吾）
- ダンボール戦機W（バッヂ）
- 超速変形ジャイロゼッター（ゴート）
- NARUTO -ナルト- 疾風伝（金角）
- BTOOOM!（宮本雅志）
- 松本零士「オズマ」（ダンガ将軍）
- 遊☆戯☆王ZEXAL II（風魔）

2013年
- 革命機ヴァルヴレイヴ（指南リュージ）
- ガンダムビルドファイターズ（グレコ・ローガン）
- 義風堂々!! 兼続と慶次（乱裁道宗）
- キューティクル探偵因幡（城島薫）
- 聖闘士星矢Ω（ハイペリオン）
- HUNTER×HUNTER（第2作）（レイザー）

2014年
- いなり、こんこん、恋いろは。（須佐之男）
- 俺、ツインテールになります。（タトルギルティ）
- 星刻の竜騎士（モルドレッド）
- 世界征服〜謀略のズヴィズダー〜（謎の男、地紋京志郎）
- とある飛空士への恋歌（ホアン・ホドリゴ・バンデラス）
- 信長協奏曲（松永久秀）
- 六畳間の侵略者!?（アニキ）

2015年
- 金田一少年の事件簿R（第2期）（捜査一課の課長）
- SHOW BY ROCK!!（2015年 - 2016年、ダガー・モールス） - 2シリーズ
- 洲崎西 THE ANIMATION（つみくん）
- デュエル・マスターズ VSR（ガチロボ）
- トリアージX（望月正宗）
- ふうせんいぬティニー（イノシシ）
- みりたり!（おっさん）
- 山田くんと7人の魔女（黒髪ヤンキー、黒田くん）

2016年
- うどんの国の金色毛鞠（浜田吾郎、ガオガオちゃん、ガオガオのちち、なれーしょん）
- カードファイト!! ヴァンガードG ストライドゲート編（クロノファング・タイガー）
- ジョーカー・ゲーム（風戸哲正）
- 石膏ボーイズ（堀部半蔵）
- 91Days（ニック）
- フューチャーカード バディファイト シリーズ（2016年 - 2018年、黒き死竜 アビゲール / 覚醒の黒死竜 アビゲール / 撃滅の黒死竜 アビゲール / 逆天の黒死竜 アビゲール） - 3シリーズ
- ヘボット!（2016年 - 2017年、マッピラジャ、ロココット伯爵、ゲキアツドラゴン、鬼瓦魔血世先生）

2017年
- プリプリちぃちゃん!!（ちぃちゃんパパ）
- 恋と嘘（真田ユルゲン悦郎、警察官、与田先生）
- 将国のアルタイル（大将軍）
- 異世界はスマートフォンとともに。（2017年 - 2023年、九重重兵衛） - 2シリーズ
- UQ HOLDER! 〜魔法先生ネギま!2〜（南雲士音）
- いぬやしき（鮫島）

2018年
- 博多豚骨ラーメンズ（李瑞希）
- 美男高校地球防衛部HAPPY KISS!（越川理）
- 妖怪ウォッチ シャドウサイド（2018年 - 2019年、ジバニャン）
- グラゼニ（原武裕美）
- 邪神ちゃんドロップキック（2018年 - 2022年、男子学生B、取り立て人1） - 2シリーズ
- こねこのチー ポンポンらー大旅行（親分猫）
- フューチャーカード 神バディファイト（黒竜騎士 ゲイル）
- 寄宿学校のジュリエット（ナレーション、黒犬の寮 寮監、警察官）
- うちのメイドがウザすぎる!（熊五郎）

2019年
- 五等分の花嫁（2019年 - 2024年、中野父〈中野マルオ〉） - 4シリーズ
- 真夜中のオカルト公務員（四谷不動坊、愛知県職員、ブルドゥンギン、ベルフェゴール）
- さらざんまい（カワウソ）
- 魔王様、リトライ!（指輪）
- BEM（ヴィランC、怪力男）
- 手品先輩（おじさん）
- 妖怪ウォッチ!（HiGH&妖 ナレーション、U・イスパー）
- 放課後さいころ倶楽部（金城タケル）
- 魔入りました!入間くん（2019年 - 2023年、サリバン） - 3シリーズ

2020年
- ぼくのとなりに暗黒破壊神がいます。（ゴリ男）
- BORUTO-ボルト- NARUTO NEXT GENERATIONS（ケダマ）
- GRANBLUE FANTASY The Animation Season 2（騎士像）
- 呪術廻戦（2020年 - 2023年、夜蛾正道、呪骸） - 2シリーズ
- 魔王城でおやすみ（かえんどくりゅう）
- 『ヒプノシスマイク -Division Rap Battle-』Rhyme Anima（2020年 - 2023年、天谷奴零） - 2シリーズ

2021年
- EX-ARM エクスアーム（スルーハンド）
- SHOW BY ROCK!! STARS!!（ダガー）
- ウマ娘 プリティーダービー シリーズ（2021年 - 2023年、黒沼） - 2シリーズ
- オッドタクシー（黒田）
- さよなら私のクラマー（飛鳥永建）
- 迷宮ブラックカンパニー（ゴウウン）
- テスラノート（エルモ）

2022年
- リーマンズクラブ（大野安臣）
- ハコヅメ〜交番女子の逆襲〜（東岩係長）
- キャップ革命 ボトルマンDX（2022年 - 2023年、帆狩スエゾウ、モニター）
- 乙女ゲー世界はモブに厳しい世界です（ゲラット）
- 遊☆戯☆王ゴーラッシュ!!（2022年 - 2025年、ジョウジ・ジャージ）
- VAZZROCK THE ANIMATION（遠井勇将）
- ポプテピピック TVアニメーション作品第二シリーズ（ポプ子〈第11話Bパート〉）

2023年
- 最強陰陽師の異世界転生記（ボル・ボフィス）
- 解雇された暗黒兵士（30代）のスローなセカンドライフ（魔王）
- おかしな転生（アーマイア）
- 聖者無双〜サラリーマン、異世界で生き残るために歩む道〜（聖龍）
- でこぼこ魔女の親子事情（ザントマン）

2024年
- 青の祓魔師 島根啓明結社篇（稲神宗爾）
- ラーメン赤猫（寺田みきお）
- ダンジョンの中のひと（ヘルダンテ）
- 最凶の支援職【話術士】である俺は世界最強クランを従える（ガルム）

2025年
- サラリーマンが異世界に行ったら四天王になった話（タリウス）
- Re:ゼロから始める異世界生活 3rd season（クルガン）
- 地獄先生ぬ〜べ〜 (2025)（はたもんば）
- ぷにるはかわいいスライム（スラモン〈パワーアップ〉）

2026年
- 「お前ごときが魔王に勝てると思うな」と勇者パーティを追放されたので、王都で気ままに暮らしたい（ガディオ・ラスカット）

### 劇場アニメ
2004年
- スチームボーイ

2007年
- EX MACHINA -エクスマキナ-（アルゲス）
- ベクシル 2077日本鎖国（ザック）
- 名探偵コナン 紺碧の棺（田山資悦、強盗犯）

2013年
- 名探偵コナン 絶海の探偵（エックス）

2014年
- パロルのみらい島（ワシ）

2016年
- アクセル・ワールド INFINITE∞BURST（グリーン・グランデ）
- クレヨンしんちゃん 爆睡!ユメミーワールド大突撃（紛剃社長）

2017年
- 劇場版 FAIRY TAIL -DRAGON CRY-（カプリコーン）
- 映画 妖怪ウォッチ シャドウサイド 鬼王の復活（ジバニャン）

2018年
- 劇場版 七つの大罪 天空の囚われ人（アトラ）
- 夏目友人帳 夏目友人帳（2018年 - 2021年、三篠） - 2作品
- 映画 妖怪ウォッチ FOREVER FRIENDS（怪猫カマイタチ）

2019年
- あした世界が終わるとしても（公卿）

2021年
- 映画 さよなら私のクラマー ファーストタッチ（寺田監督）
- ジャーニー 太古アラビア半島での奇跡と戦いの物語（アブラハ）
- 宇宙戦艦ヤマト2205 新たなる旅立ち（メルダーズ）
- 劇場版 呪術廻戦 0（夜蛾正道）

2022年
- 映画 五等分の花嫁（中野マルオ）

2023年
- 機甲英雄 劇場版 我與我等於無限大（札布坦德）

### OVA
2003年
- 聖闘士星矢 冥王ハーデス十二宮編（バベル）

2004年
- 大YAMATO零号（イグァ・トシゾウ）
- トップをねらえ2!（司令）

2006年
- 舞-乙HiME Zwei（少佐）

2007年
- AIKa R-16:VIRGIN MISSION（船長）
- テイルズ オブ シンフォニア THE ANIMATION（2007年 - 2011年、ボータ） - 2シリーズ

2009年
- AIKa ZERO（船長）
- 珍遊記 -太郎とゆかいな仲間たち-（カミナリブラザーズ・アダーチ）

2010年
- 殿といっしょ（織田信長）

2011年
- スペランカー先生（体育教師）

2012年
- 間の楔（ラウール）
- ファインダーシリーズ（2012年 - 2015年、麻見隆一） - 2作品

2015年
- トリアージX（望月正宗） - 単行本12巻Blu-ray付き限定版

2019年
- 銀河英雄伝説 Die Neue These 星乱（ドーソン）

2021年
- Fate/Grand Carnival（フェルグス・マック・ロイ）

2024年
- コードギアス 奪還のロゼ（黒戸剣成）

### Webアニメ
- アニメで分かる心療内科（2015年、露出症の男、ボクサー、中年男、店長）
- ニンジャスレイヤー フロムアニメイシヨン（2015年、フマトニ / ソニックブーム[89]）
- ナンバカ（2017年、悟空猿鬼）
- ソードガイ The Animation（2018年、グリムス[90]）
- 異世界居酒屋〜古都アイテーリアの居酒屋のぶ〜（2018年、ローレンツ）
- 機甲英雄 機鬥勇者 日本語版（2019年、神秘魔王[91]）
- キャップ革命 ボトルマン（2020年、帆狩スエゾウ[92]）

### ゲーム
2000年
- ザ・キング・オブ・ファイターズ2000（麟、ロン）

2001年
- ザ・キング・オブ・ファイターズ2001（麟、ロン）

2002年
- バトル封神（チュウオウ）

2003年
- 仮面ライダー 正義の系譜（ブラック将軍、シャドームーン）
- テイルズ オブ シンフォニア（シャドウ、ボータ）

2004年
- 桜坂消防隊（菊原英悟）
- スーパーロボット大戦GC（ヴォート・ニコラウス）
- 戦国無双（服部半蔵）
- 戦国無双 猛将伝（服部半蔵）
- テイルズ オブ シンフォニア（シャドウ、ボータ）※PS2版
- マグナカルタ（オルハ）
- ルパン三世 コロンブスの遺産は朱に染まる（ゴマー）

2005年
- クラッシュ・バンディクー がっちゃんこワールド（ドローン）
- 激・戦国無双（服部半蔵）
- 忍道 戒（我無乱）
- 零 －刺青ノ聲－（麻生優雨）
- 義経紀（伊勢三郎）
- 龍が如く（桐生一馬）
- ロマンシング サガ -ミンストレルソング-（フレイムタイラント、トゥマン）

2006年
- スーパーロボット大戦XO（ヴォート・ニコラウス）
- 戦国無双2（服部半蔵）
- ボクらの太陽 Django&Sabata（公爵・デュマ）
- 龍が如く2（桐生一馬）

2007年
- 戦国無双KATANA（服部半蔵）
- 戦国無双2 猛将伝（服部半蔵）
- ドラえもん のび太の新魔界大冒険DS
- プリンセスメーカー5（ガトー）
- 無双OROCHI（服部半蔵）

2008年
- スペースインベーダーゲットイーヴン 〜逆襲のスペースインベーダー〜（軍の通信音声）
- デキる男のモテライフ 昼のモテ講座編・夜のモテ実戦編
- ドラえもん のび太と緑の巨人伝DS
- 無双OROCHI 魔王再臨（服部半蔵）
- 龍が如く 見参!（桐生一馬之介 / 宮本武蔵）

2009年
- ザ・キング・オブ・ファイターズ2002 UNLIMITED MATCH（麟、ロン）
- 戦国無双3（服部半蔵）
- NARUT-ナルト- 疾風伝 龍刃記（龍代クロマ）
- 無双OROCHI Z（服部半蔵）
- 龍が如く3（桐生一馬）

2010年
- ドラゴンネスト（オンラインゲーム、MORPG）（ランバート-場所不特定：ウォーリアーの父、デスナイト-ロータスマーシュ）
- NINETY-NINE NIGHTS II（グレン）
- 龍が如く4 伝説を継ぐもの（桐生一馬）

2011年
- スライ・クーパー コレクション（ブラック・バロン）
- セブンスドラゴン2020
- 戦国無双3 猛将伝（服部半蔵）
- 戦国無双3 Z（服部半蔵）
- 戦国無双3 Empires（服部半蔵）
- 戦国無双 Chronicle（服部半蔵）
- 白衣性恋愛症候群（大塚俊幸）
- バトルフィールド3（ヘンリー・ブラックバーン）
- MARVEL VS. CAPCOM 3 Fate of Two Worlds（ネイサン・スペンサー）
- マブラヴ オルタネイティヴ クロニクルズ 憧憬（ゲルハルト・ララーシュタイン）
- 無双OROCHI 2（2011年 - 2013年、服部半蔵） - 4作品
- 龍が如く OF THE END（桐生一馬）

2012年
- 白華の檻 〜緋色の欠片4〜（胡土前）
- Starry☆Sky 〜After Winter〜（不知火宗次郎）
- 戦国無双 Chronicle 2nd（服部半蔵）
- デジモンワールド リ:デジタイズ（ペトロフ博士 / ヤーコフ・ボリソヴィッチ・ペトロフ）
- バイオハザード オペレーション・ラクーンシティ（U.S.S.司令部）
- 華アワセ（斧定九郎）
- 龍が如く5 夢、叶えし者（桐生一馬）
- バイナリードメイン（桐生一馬）

2013年
- イケメンまみれ（ルキーロ・リモーネ）
- 仮面ライダー バトライド・ウォー（アルビノレオイマジン）
- 境界線上のホライゾン PORTABLE（キヨナリ・ウルキアガ、品川のヤクザ）
- 白華の檻 〜緋色の欠片4〜 四季の詩（胡土前）
- 新・世界樹の迷宮 ミレニアムの少女（冒険ギルドのギルド長）
- Starry☆Sky 〜After Winter〜 Portable（不知火宗次郎）
- セブンスドラゴン2020-II
- 超速変形ジャイロゼッター アルバロスの翼（ゴート博士）
- テイルズ オブ シンフォニア ユニゾナントパック（ボータ）
- トイ・ウォーズ（レボルトスペシャルボイスB）
- 願いの欠片と白銀の契約者（ジェイ〈ジャック・F・ムネモリ〉）
- ボーイフレンド（仮）（東麻慶史）

2014年
- あやかしごはん（紅蓮）
- 仮面ライダー サモンライド!（アルビノレオイマジン）
- 里見八犬伝 八珠之記（丶大法師）
- 里見八犬伝 浜路姫之記（丶大法師）
- 戦国無双 Chronicle 3（服部半蔵）
- 戦国無双4（服部半蔵）
- デュラララ!! 3way standoff -alley- V（サイモン・ブレジネフ）
- 龍が如く 維新!（坂本龍馬 / 斎藤一）
- 白猫プロジェクト（エドガルド）

2015年
- SA7 SILENT ABILITY SEVEN（有働巽）
- 男遊郭（いろは）
- 幻魔郷ワンダラー（織田信長）
- 三国戦紀WEB（諸葛亮）
- ジョジョの奇妙な冒険 アイズオブヘブン（リゾット・ネェロ）
- SWEET CLOWN 〜午前三時のオカシな道化師〜（ガート）
- 絶対迷宮 秘密のおやゆび姫（裸の王様〈ヌードキング〉）
- 戦国修羅SOUL（織田信長）
- 戦魂-SENTAMA-（柴田勝家、本多忠勝）
- デュラララ!! Relay（サイモン・ブレジネフ）
- 夏色ハイスクル★青春白書 〜転校初日のオレが幼馴染と再会したら(略)（夢ヶ島高等学校理事長）
- Fallout 4（ジョン・ハンコック）
- Fate/Grand Order（2015年 - 2023年、フェルグス・マック・ロイ、イヴァン雷帝）
- PROJECT X ZONE 2：BRAVE NEW WORLD（桐生一馬）
- 夢王国と眠れる100人の王子様（カーライル）
- 雷子（孟獲）
- 龍が如く0 誓いの場所（桐生一馬）

2016年
- コール オブ デューティ ブラックオプス3（タンク・デンプシー） - DLC〈Revelations〉
- オルタンシア・サーガ -蒼の騎士団-（キュオスティ）
- 仮面ライダー バトライド・ウォー創生（アルビノレオイマジン）
- スーパーロボット大戦OG ムーン・デュエラーズ（ヴォート・ニコラウス）
- 天下統一恋の乱 Love Ballad（武田信玄）
- Blackish House sideA→（興田重虎）
- 龍が如く 極（桐生一馬）
- 龍が如く6 命の詩。（桐生一馬）
- FINAL FANTASY XV（ウィスカム）

2017年
- アクセル・ワールド VS ソードアート・オンライン 千年の黄昏（グリーン・グランデ）
- 真・女神転生 DEEP STRANGE JOURNEY（モラクス）
- フューチャーカード バディファイト 目指せ!バディチャンピオン!（アビゲール）
- ラジアントヒストリア パーフェクトクロノロジー（ガフカ）
- 龍が如く 極2（桐生一馬）
- 千の刃濤、桃花染の皇姫（槙数馬）

2018年
- ネギマテ UQ HOLDER! 〜魔法先生ネギま!2〜（南雲士音）
- CARAVAN STORIES（ギルガバ）
- 北斗が如く（ケンシロウ）
- フューチャーカード バディファイト 誕生!オレたちの最強バディ!（アビゲール）
- 共闘ことばRPG コトダマン（2018年 - 2022年、桐生一馬、レイザー、夜蛾正道）
- 無双OROCHI 3（2018年 - 2019年、服部半蔵） - 2作品
- 交響性ミリオンアーサー（ベディヴィア）
- 夢間集（三絶筆）
- Far Cry 5（コヨーテ・ネルソン）

2019年
- HUNTER×HUNTER グリードアドベンチャー（レイザー）
- 龍が如く ONLINE（桐生一馬、小野ミチオ）
- レインボーシックス シージ（ウォーデン）
- アークオブアルケミスト（ギャレット・ワンダイン）
- 妖怪ウォッチ4 ぼくらは同じ空を見上げている / 4++（ジバニャン、怪猫カマイタチ、どろ〜ん、ブシニャン）
- ポケモンマスターズ / EX（2019年 - 2021年、ドリバル）
- ドラゴンクエストXI 過ぎ去りし時を求めて S（ウルノーガ / 邪竜ウルナーガ）
- ドラゴンクエスト ライバルズ（ウルノーガ&ウルナーガ）
- メギド72（2019年 - 2023年、ニスロク）
- League of Legends（モルデカイザー）
- モンスターストライク（レイザー）

2020年
- 龍が如く7 光と闇の行方（桐生一馬）
- SHOW BY ROCK!! Fes A Live（ダガー・モールス）
- 東京放課後サモナーズ（バロール）
- アークザラッド R（ガルアーノ）
- ヒプノシスマイク -Alternative Rap Battle-（天谷奴零）
- 食物語（帯把肘子）

2021年
- 文豪とアルケミスト（ヘミングウェイ）
- バディミッション BOND（イアン）
- ブレイブリーデフォルトII（バーナード・アルファルド）
- 世界革命RPG ロードオブヒーローズ（ヴァルター）
- THE KING OF FIGHTERS ALLSTAR（麟）
- 戦国無双5（服部半蔵）
- ポーカーチェイス（ジェイムズ・サンドマン）
- 英雄伝説 黎の軌跡（エルロイ・ハーウッド）
- 北斗の拳 LEGENDS ReVIVE（ケンシロウ〈北斗が如く〉）

2022年
- グランブルーファンタジー（ライザリッド〈マント姿の漢〉）
- スターオーシャン6 THE DIVINE FORCE（JJ）
- ファイアーエムブレム ヒーローズ（2022年 - 2024年、アスク）
- 英雄伝説 黎の軌跡 II -CRIMSON SiN-（エルロイ・ハーウッド）
- ガールフレンド（仮）（悪監督男）
- SAMURAI MAIDEN -サムライメイデン-（織田信長）

2023年
- 龍が如く 維新! 極（坂本龍馬 / 斎藤一）
- 六本木サディスティックナイト（牛瓦猛）
- 龍が如く7外伝 名を消した男（桐生一馬）
- 呪術廻戦 ファントムパレード（夜蛾正道）
- エピックセブン（エリコス）

2024年
- 龍が如く8（桐生一馬・ロボノミチオ）
- 呪術廻戦 戦華双乱（夜蛾正道）
- Rusty Rabbit（スタンプ）
- クイズRPG 魔法使いと黒猫のウィズ（閻羅ゴウ）

2025年
- ユミアのアトリエ ～追憶の錬金術士と幻創の地～（竜翼の戦士）
- プロミス・マスコットエージェンシー（菅原道真）
- 虹彩都市（ダフォデイル）

### ドラマCD
- アニコイ〜ANIme mitaina KOI shitai!〜（ドラゴン）
- イケメン☆アルバム【BlueButterfly】Club ALL編
- EREMENTAR GERAD（ヘリング）※第16巻初回限定版特別付録CD
- 男遊郭の秘めたる遊戯　銀朱の交（いろは[174]）
- 禁断吸血鬼〜紫薔薇ノ賢者〜（オスカー・フォン・ヴァイセヘルデンブルク）
- GetBackers-奪還屋-永遠の絆を奪り還せ!編（深山幻舟）
- 紅（九鳳院蓮丈）
- 白華の檻 〜緋色の欠片4〜シリーズ（胡土前）
  - 白華の檻 〜緋色の欠片4〜 ドラマCD 二華飾り[175]
  - 白華の檻 〜緋色の欠片4〜 四季の詩 ドラマCD 桜花ニ片[176]
  - 白華の檻 〜緋色の欠片4〜 四季の詩 ドラマCD 雪花二降[177]
- 精神特科 Domus Cordis 〜if-畏怖に苛まれた少年 （XYXX）
- dear 〜ディア〜 A story of the next day（奏・ハーネスト）
- テイルズ オブ ファンタジア なりきりダンジョン−月の章−（マイアー）
- 殿といっしょ（織田信長）
- 夏目友人帳（三篠）
- ニンジャスレイヤー ザイバツ強襲!（ソニックブーム[178]）
- リストランテ・パラディーゾ Drama CD Vol.1（ヴィート）
- ヒプノシスマイク-Division Rap Battle-（2019年 - 、天谷奴零）

### BLCD
- 間の楔I 〜DESTINY〜（ラウール・アム）
  - 間の楔II 〜NIGHTMARE〜（ラウール・アム）
- 影の館（アザゼル）
- 彩おとこ（中室岩吾 / 攻め）
  - 彩おとこ〜兄弟篇〜（中室岩吾 / 攻め）
- 追われる夜の獣（脇坂鴻志 / 攻め）
- キスは大事にさりげなく（福田功児）
- きみがいるなら世界の果てでも（黒田 / 攻め）
- 吸血鬼には向いてる職業（黒田瑞祥 / 攻め）
- 軍服は鷹の獲物（ファイサル・ビン・ハマド・ジル・アブドルカリーム / 攻め）
- 追われる夜の獣（脇坂鴻志 / 攻め）
- 契約不履行（土屋 / 攻め）
- 親猫は愛を宿す（深見大地 / 攻め）
- 獣たちの…妄執。（陣）
- 極道シリーズ（芦澤祐介 / 攻め）
  - 極道はスーツがお好き
  - 極道はスーツを引き裂く
  - 仕立屋も極道がお好き
  - 極道はスーツに刻印する
- 世界の果てで待っていて〜天使の傷跡〜（黒澤統一郎）
- 滴る牡丹に愛〜レオパード白書 3〜（郡司）
- ジャングル・キング（熊神 / 攻め）
- そして、ひらく扉 〜Futaridake no Eien〜（麻生俊継）
- ダブルミンツ（佐伯 / 攻め[179]）
- 生意気な遺伝子〜Long Version〜（香坂明彦）
- ハートストリングス（榊一彦 / 攻め）
- 花扇〜座布団2 初助編〜（寺田銀治郎 / 攻め）
- 華と龍（伊庭）
- 秘書育成中。（鍛冶宗嵩 / 攻め）
- 秘書は艶然とうそをつく（鈴原）
- ファインダーシリーズ（麻見隆一 / 攻め）
  - ファインダーの標的〜高羽秋仁の麻見隆一調査報告書〜 ※『BE×BOY GOLD』2009年8月号付録
  - 勤労カメラマン高羽秋仁の優雅なる夏休み ※『BE×BOY GOLD』2011年6月号付録
  - ファインダーの隻翼
- ブルーサウンドシリーズ（嘉悦政秀 / 攻め）
  - 目を閉じればいつかの海
  - 手を伸ばせばはるかな海
- BRONZE-ZETSUAI since 1989-（南條晃司 / 攻め）
- 欲望という名の愛（樋口貴奨 / 攻め）

### 吹き替え

#### 映画（吹き替え）
- アルティメット・ディシジョン
- アンダー・ザ・スキン（トム〈スチュアート・タウンゼント〉）
- ヴァレリアン 千の惑星の救世主（ギブソン〈オーラ・ラパス〉[180]）
- ウインドトーカーズ ※テレビ朝日版
- ジュマンジ/ウェルカム・トゥ・ジャングル（ヴァン・ペルト〈ボビー・カナヴェイル〉[181]）
- ジュラシック・ワールド/炎の王国（ウィートリー〈テッド・レヴィン〉[182]）
- スーパー・マグナム（フレイカー〈ギャヴァン・オハーリー〉）※BSジャパン版
- 宋家の三姉妹（張将軍）
- TAXI NY（ジェシー〈ヘンリー・シモンズ〉）※ソフト版
- ドクター・ドリトル（ケヴィン〈クレイグ・ロビンソン〉[183]）
- 復讐の処刑コップ
- ブリムストーン（牧師〈ガイ・ピアース〉）
- ムーンライト・ドライブ
- ルームメイト2（ラーシュ刑事）
- レッドナイト（メスブレード）

#### ドラマ
- アウトランダー（ドゥーガル・マッケンジー〈グレアム・マクタヴィッシュ〉）
- ER緊急救命室シーズン11 #8（キース・トレガー〈クリス・スペンサー〉）
- エレメンタリー ホームズ&ワトソン in NY シーズン2 #1, #16, #17（ギャレス・レストレード警部〈ショーン・パートウィー〉）
- 24 -TWENTY FOUR-(テッド・ホービス、グレッグ・シートン、無線の声）
- S.A.S. 英国特殊部隊（デイブ・ウルストン）
- CSI:9 科学捜査班 #4（クレイグ・ヘス〈ジェイソン・ルイス / Jason Lewis〉）
- ダラス
- ドゥーム・パトロール（クリフ・スティール / ロボットマン〈ブレンダン・フレイザー〉[184]）
- ミッシング -サイキック捜査官-（モーゼス・ロジャーズ〈アイダン・ディバイン〉）

#### アニメ
- きかんしゃトーマス（クランキー）※テレビ東京版、NHK版
  - きかんしゃトーマス ミスティアイランド レスキュー大作戦!!（クランキー、ディーゼル10）
  - きかんしゃトーマス　ディーゼル10の逆襲（クランキー）
  - きかんしゃトーマス ブルーマウンテンの謎（クランキー）
  - きかんしゃトーマス キング・オブ・ザ・レイルウェイ トーマスと失われた王冠（クランキー）
  - きかんしゃトーマス 勇者とソドー島の怪物（クランキー）
  - きかんしゃトーマス 探せ!!謎の海賊船と失われた宝物（クランキー）
  - きかんしゃトーマス 走れ!世界のなかまたち（クランキー）
  - きかんしゃトーマス Go!Go!地球まるごとアドベンチャー（クランキー）
  - きかんしゃトーマス チャオ!とんでうたってディスカバリー!!（クランキー）
  - きかんしゃトーマス おいでよ!未来の発明ショー!（クランキー）
- ジョニーテスト
- スターシップ・トゥルーパーズ インベイジョン（ジョニー・リコ将軍）
- バイオハザード デスアイランド（SWAT隊長[185]）
- バッドキャット（シェロ）
- バットマン:ブレイブ&ボールド（スペクター、ゴリラ・ボス）

### 特撮
- スーパー戦隊シリーズ
  - 特捜戦隊デカレンジャー（2004年、ゴルドムの声）
  - 轟轟戦隊ボウケンジャー（2006年、闇のヤイバの声） - テレビシリーズ + 劇場版
  - 海賊戦隊ゴーカイジャー（2011年、保蛮官チラカシズキーの声）
  - 非公認戦隊アキバレンジャー（2012年、門前仲町ハシビロコウの声）
  - 獣電戦隊キョウリュウジャー（2013年、デーボ・ホネヌッキーの声）
  - 宇宙戦隊キュウレンジャー（2017年、エリードロンの声[186]）
  - 魔進戦隊キラメイジャー（2021年、シャドンの声[187]）
- 仮面ライダーシリーズ
  - 仮面ライダー電王（2007年、オウルイマジンの声、アルビノレオイマジンの声）
  - 仮面ライダーディケイド（2009年、ドッガの声）
  - 仮面ライダーマッハ/仮面ライダーハート（2016年、ロイミュード5886の声）
- ウルトラシリーズ
  - ウルトラマンタイガ（2019年、マグマ星人の声）
  - 劇場版 ウルトラマンタイガ ニュージェネクライマックス（2020年、マグマ星人の声）
  - ウルトラマンレグロス（2023年、マグマ侵略軍提督ヴォルカンの声[188]）

### 朗読CD
- 週刊添い寝CD vol.07（誠）[189]
- honeybee 羊でおやすみシリーズ 特別編 「モテるオヤジのときめきベッドルーム」

### ラジオ
- 黒田崇矢&大塚明夫 Knock Out Voice!!（音泉：2006年10月 - 2007年11月）
- 紅ラジオ「おとなの時間」（音泉、ランティスウェブラジオ：2008年3月 - 6月25日）
- 龍が如く Presents 神室町ラジオステーション（龍が如く.com、セガ：2008年9月 - 2009年2月）
- 黒田崇矢・緑川光 朝までイっちゃう!?いけない生添い寝（ニコニコ生放送：2011年12月16日）
- 戦魂ラジオ〜織田の陣〜（音泉：2015年8月1日 - ）[190]
- SA7 エージェントRADIO（音泉：2016年1月29日 - 4月22日）[191]

### ラジオドラマ
- ミヤリサン製薬 ラジオ劇場「アキラとあきら」（KBCラジオ：2024年9月30日 - ） - 山崎孝造 役[192]

### インターネットテレビ
- 黒田崇矢・金谷ヒデユキのクロガネ（WorldNet.TV 2008年4月 - ）

### ナレーション
- SMBC日本シリーズ2015（TBS）※オープニングムービーナレーション
- SKE48 エビショー!（日本テレビ）
- ザ・クラシックス〜ボクシング〜
- 情報ライブ EZ!TV（フジテレビ・関西テレビ共同制作）
- す・て・き!
- 世界陸上モスクワ（TBS）※番宣も担当
- 敵は本能寺にあり（テレビ朝日） 番宣ナレーション
- 天と地と（テレビ朝日） 番宣ナレーション
- TOKYO RAVE 2007（ナレーション）
- NEWS23（TBS）
- 信長の棺（テレビ朝日）「IKETERU」番宣ナレーション
- 美の巨人たち（テレビ東京）
- PRIDEリバイバル
- ポケモンゲット☆TV（テレビ東京）
- ロッテリア 店内DJ

### テレビドラマ
- 十三人の刺客（1990年3月28日）
- 神谷玄次郎捕物控（1990年）
- 泥棒に手を出すな!（1990年）
- 大河ドラマ
  - 翔ぶが如く（1990年1月7日 - 12月9日） - 別府晋介
  - 信長 KING OF ZIPANGU（1992年1月5日 - 12月13日） - 武田勝頼
- 付き馬屋おえん事件帳 第1シリーズ（1991年1月 - 3月） - 浜蔵
- 鬼平犯科帳 第2シリーズ 第12話「女賊」（1991年1月23日） - 幸太郎
- 鞍馬天狗 第二十二話「士道に賭けた青春の涙」（1991年） - 江藤修平
- 幕府お耳役檜十三郎 第5話「五万石争奪!踊る密書」（1991年5月5日）
- 金曜ドラマシアター「松本清張作家活動40周年記念企画・波の塔」（1991年5月24日）
- 長七郎江戸日記 第3シリーズ 第35話「思いやり、回り道」（1991年7月30日） - 橘竜之介
- 必殺仕事人・激突! 第2話「大久保彦左衛門のたらい」（1991年10月15日） - 定吉
- 土曜ワイド劇場「尼さん探偵事件帖」 第3作（1991年11月16日）
- 忠臣蔵 風の巻・雲の巻（1991年12月13日）
- 源義経（1991年12月31日） - 鷲尾三郎
- 八百八町夢日記 第2シリーズ スペシャル「国盗り夢物語」（1992年3月24日） - 仙石道之助
- 喧嘩屋右近 第1シリーズ 第12話「迷い姫、危機一髪」（1992年12月）
- 闇を斬る!大江戸犯科帳 第22話（スペシャル）「闇奉行死す!」（1993年12月21日）
- 織田信長（1994年1月2日） - 本多忠勝
- あばれ八州御用旅　第4シリーズ 第4話「濡れ衣 母子流転の旅」（1994年） - 多三郎
- 火曜サスペンス劇場
  - 「盲人探偵・松永礼太郎2 ピアニストを探せ」（1994年4月26日）
  - 「女検事・霞夕子7 俯く女」（1996年4月2日） - 久米和典
- 西遊記 第17話「これが天竺大雷音寺だ!」（1994年9月23日）
- 刑事 蛇に横切られる（1995年7月1日）
- ひらり又四郎危機一髪!（1995年） - 夏木小次郎
- 江戸の用心棒II 第12話「女は度胸の珍商売」（1996年） - 半次郎
- 快刀!夢一座七変化 第2話「劇場を占拠した女」（1996年） - 岸川
- 忠臣蔵 第6話「決闘高田馬場」（1996年） - 村上三郎右衛門
- 夢暦長崎奉行（1996年）
- 新・御宿かわせみ 第13話「人は見かけに」（1997年1月29日） - 政吉
- 水戸黄門
  - 第25部 第34話「黄門さまは嫁奉行 -花巻-」（1997年8月18日） - 富吉
  - 第26部 第5話「間違えられた黄門様 -広島-」（1998年3月9日） - 額田辰之助
- 銭形平次 第6シリーズ 第4話「血文字の謎」（1997年8月20日） - 弁之助
- 隠密奉行朝比奈 第1シリーズ 第8話「京の罠、逃げ出した花嫁」（1998年8月19日） - 山内嘉平
- 大岡越前 第15部 第14話「小さな出会い」（1998年12月14日） - 宗吉

### 映画
- 花の降る午後（1989年）
- 浪人街（1990年）
- シャイなあんちくしょう（1991年）
- 部屋とYシャツと私（1993年）
- どら平太（2000年） - 鳥居角之助

### CM
- カネボウ化粧品 T'ESTIMO
- シーメンス補聴器
- スズキ ワゴンRスティングレー（CMナレーション）
- 大正製薬 リポビタンD
- 大鵬薬品工業 チオビタドリンク
- 東京電話
- トミー ライツアウト
- 日本メナード化粧品
- 白虎隊（CMナレーター）
- フォルクスワーゲン
- マイクロソフト
- 日清食品 カップヌードル辛麺
- 『西部警察DVDコレクション』TVCM

### 舞台・朗読劇
- 風邪と牙
- 作者を探す六人の登場人物
- 三人姉妹
- 十二夜
- プリマスの黄金
- ベンガルの虎
- マクベス
- マクベット
- ロレンザッチョ
- SWEET 19 BLUES（2023年12月26日、RED°TOKYO TOWER SKY STADIUM） - BB 役[193]

### パチンコ・スロット
- 鬼浜爆走愚連隊（コウヘイ）
- 鬼浜爆走紅蓮隊 爆音烈士編（コウヘイ）
- コウヘイ最凶伝〜地獄の閻魔覚醒の刻〜（コウヘイ）
- 鬼浜爆走紅蓮隊 友情挽歌編（コウヘイ）
- 鬼浜爆走紅蓮隊 愛（コウヘイ）
- 鬼浜爆走紅蓮隊 狂闘旅情編（コウヘイ）
- 鬼浜爆走紅蓮隊 激闘謳歌編（コウヘイ）
- CR鬼浜爆走紅蓮隊（コウヘイ）
- CR鬼浜爆走紅蓮隊-友情挽歌編-（コウヘイ）
- CR金田一少年の事件簿（いつき陽介）
- パチスロ龍が如く of the end（桐生一馬）
- CR龍が如く見参（桐生一馬之介）
- パチスロ戦国無双（服部半蔵）
- パチスロ戦国無双2（服部半蔵）
- パチスロ戦国無双-猛将伝-（服部半蔵）
- CRびっくりぱちんこ戦国無双 （服部半蔵）
- 天下布武2（織田信長）
- 天下布武3（織田信長）
- 天下布武4（織田信長）
- 政宗（片倉小十郎）
- Pデビルマン 〜疾風迅雷〜（2021年、冥主 ガイゴウ[194]）

### その他コンテンツ
- アニマックス開局10周年記念『VIPER'S CREED』全12話一挙放送（アニマックス 2009年6月28日、本人出演）
- 実録!世界の愛憎ミステリー 妻VS夫 殺しの修羅場ファイル（声の出演）
- トリハダ（秘）スクープ映像100科ジテンスペシャル（ボイスオーバー）（2014年11月26日、2015年9月24日、2016年3月2日）
- モーションコミック『食キング』（味小路鉄人）
- 風俗じゃぱん「風じゃマガジン」（ジェントル麺）
- リトル・キラー（2023年、ボス(めぐみ)）[195]

## ディスコグラフィ

### キャラクターソング
| 発売日         | 商品名                                                                     | 歌                             | 楽曲 | 備考                                                                  |
| -------------- | -------------------------------------------------------------------------- | ------------------------------ | --- | --------------------------------------------------------------------- |
| 2014年6月4日   | オジサマ専科 キャラクターソング集 トワイライトブルー                       | 能見雅幸（黒田崇矢）           | 「ロンリーバラッド」 | 『オジサマ専科』関連曲                                                |
| 2015年12月18日 | 絶対迷宮 秘密のおやゆび姫 キャラクターソングCD Vol.10 裸の王様             | 裸の王様（黒田崇矢）           | 「凶星のアジテート」 | 『絶対迷宮 秘密のおやゆび姫』関連曲                                   |
| 2017年9月27日  | ボーイフレンド（仮） プロジェクト ミュージックアルバム 藤城学園 #0         | 東麻慶史（黒田崇矢）           | 「Journey」 | ゲーム『ボーイフレンド（仮）』関連曲                                  |
| 2019年10月30日 | あゝオオサカdreamin'night                                                  | どついたれ本舗                 | 「あゝオオサカdreamin'night」 | キャラクターCD『ヒプノシスマイク』関連曲                              |
| 2019年10月30日 | あゝオオサカdreamin'night                                                  | 天谷奴零（黒田崇矢）           | 「FACES」 | キャラクターCD『ヒプノシスマイク』関連曲                              |
| 2020年9月2日   | ヒプノシスマイク-Division Rap Battle- Official Guide Book 初回限定版特典CD | Division All Stars             | 「SUMMIT OF DIVISIONS」 | キャラクターCD『ヒプノシスマイク』関連曲                              |
| 2020年10月16日 | ヒプノシスマイク -Division Rap Battle- side D.H & B.A.T 第1巻限定版特典CD  | どついたれ本舗                 | 「なにわ☆パラダイ酒」 | 漫画『ヒプノシスマイク -Division Rap Battle- side D.H & B.A.T』関連曲 |
| 2020年11月1日  | HYPSTER'S LIMITED                                                          | Division All Stars             | 「ヒプノシスマイク -Division Rap Battle- +」 「ヒプノシスマイク -Division Battle Anthem- +」 「ヒプノシスマイク(D.R.B vs D.B.A)+ HYPSTER MASHUP by TeddyLoid」 | キャラクターCD『ヒプノシスマイク』関連曲                              |
| 2021年2月24日  | どついたれ本舗 VS Buster Bros!!!                                           | どついたれ本舗、Buster Bros!!! | 「Joy for Struggle」 | キャラクターCD『ヒプノシスマイク』関連曲                              |
| 2021年2月24日  | どついたれ本舗 VS Buster Bros!!!                                           | どついたれ本舗                 | 「笑オオサカ！〜What a OSAKA!」 | キャラクターCD『ヒプノシスマイク』関連曲                              |
| 2021年4月23日  | ヒプノシスマイク -Glory or Dust-                                           | Division All Stars             | 「ヒプノシスマイク -Glory or Dust-」 | キャラクターCD『ヒプノシスマイク』関連曲                              |
| 2021年6月18日  | Survival of the Illest +                                                   | Division All Stars             | 「Survival of the Illest +」 | ゲーム『ヒプノシスマイク -Alternative Rap Battle-』オープニングテーマ |
| 2021年7月16日  | Hang out!                                                                  | Division All Stars             | 「Hang out!」 | ゲーム『ヒプノシスマイク -Alternative Rap Battle-』主題歌             |
| 9月8日         | Buster Bros!!! VS 麻天狼 VS Fling Posse                                    | Division All Stars             | 「Hoodstar +」 「2nd D.R.B NON-STOP DIVISION MIX」 | キャラクターCD『ヒプノシスマイク』関連曲                              |

### シリーズ一覧
1. ↑  第2期『-日米決戦編-』（2006年）、第3期『影道編』（2010年）、第4期『世界大会編』（2011年）
2. ↑  第1期（2007年）、第2期『銀魂’』（2011年）、第2期延長戦『銀魂’延長戦』（2013年）、第3期『銀魂ﾟ』（2015年）
3. ↑  第2期『II(Second)』（2008年）、第3期『III-FINAL-』（2011年 - 2012年）
4. ↑  第1期（2008年）、第3期『参』（2011年）、第4期『肆』（2012年）、第5期『伍』（2016年）、第6期『陸』（2017年）、第7期『漆』（2024年）
5. ↑  第1期（2010年）、第2期第1クール『デュラララ!!×2 承』（2015年）、第2期第2クール『デュラララ!!×2 転』（2015年）、第2期第3クール『デュラララ!!×2 結』（2016年）
6. ↑  第1期（2011年）、第2期『II』（2012年）
7. ↑  第1期（2011年 - 2013年）、第2期（2014年 - 2016年）、第3期（2019年）、続編『100年クエスト』（2024年）
8. ↑  第1期（2015年）、第2期『#』（2016年）
9. ↑  第3期『DDD』（2016年 - 2017年）、第4期『X』（2017年 - 2018年）、第4.5期『X オールスターファイト』（2018年）
10. ↑  第1期（2017年）、第2期『2』（2023年）
11. ↑  第1期（2018年）、第3期『X』（2022年）
12. ↑  第1期（2019年）、第2期『∬』（2021年）、テレビスペシャル『∽』（2023年）、テレビスペシャル『＊』（2024年）
13. ↑  第1シリーズ（2019年 - 2020年）、第2シリーズ（2021年）、第3シリーズ（2022年 - 2023年）
14. ↑  第1期（2020年 - 2021年）、第2期『懐玉・玉折/渋谷事変』（2023年）
15. ↑  第1期（2020年）、第2期『+』（2023年）
16. ↑  Season 2（2021年）、Season 3（2023年）
17. ↑  第1期『シルヴァラント編』（2007年）、第2期『テセアラ編』（2010年 - 2011年）

### 初出話一覧
1. ↑  第151話初出
2. ↑  第15話初出
3. ↑  第6話初出
4. ↑  第2話初出
5. ↑  第7話初出
6. ↑  第12話初出
7. ↑  第1話初出
8. ↑  第63話初出
9. ↑  第5話初出
10. ↑  第17話初出

### ユニットメンバー
1. 1 2 3 4  白膠木簓（岩崎諒太）、躑躅森盧笙（河西健吾）、天谷奴零（黒田崇矢）
2. 1 2 3  山田一郎（木村昴）、山田二郎（石谷春貴）、山田三郎（天﨑滉平）、碧棺左馬刻（浅沼晋太郎）、毒島メイソン理鶯（神尾晋一郎）、入間銃兎（駒田航）、神宮寺寂雷（速水奨）、伊弉冉一二三（木島隆一）、観音坂独歩（伊東健人）、飴村乱数（白井悠介）、夢野幻太郎（斉藤壮馬）、有栖川帝統（野津山幸宏）、白膠木簓（岩崎諒太）、躑躅森盧笙（河西健吾）、天谷奴零（黒田崇矢）、波羅夷空却（葉山翔太）、四十物十四（榊原優希）、天国獄（竹内栄治）
3. ↑  山田一郎（木村昴）、山田二郎（石谷春貴）、山田三郎（天﨑滉平）